# Берестейська економія
Берестейська економія — королівська господарка в Берестейському повіті 1598–1795. Організована з державних маєтків. Включала Біловезьку Пущу. Маєтки здавалися в оренду. В XVIII столітті до її складу включено Кобринську економію. З того моменту також зустрічається назва Берестейсько-Кобринська економія. В 1679 році був установлений чинш 20(25 тинфів) з волоки.

## Інвентарі
В 1668 році складено Інвентар Берестейської економії Берестейського повіту і воєводства. В 1765 році комісар Грушевський склав Генеральну таблицю Берестейської і Кобринської економій. З неї виникає, що економія мала 4250 волок. Пустих волок 180,5 з них 141,5 в Пружанській губернії. В 1765 роках XVIII століття ревізію проводив коморник Його Королівської Милості Людвік Кройц. Економія давала 135 000 тинфів доходу. Кройц зазначав що зріст населення привів до браку земель і виходу селян в земські володіння.
Згідно з інвентарем 1783 мала 5 губерній, 45 ключів, 17 фільварків, 8 міст і 223 села. Загальна територія становила 5745 волок. Більшість селян складали тяглові, які за користання 0,5 волоки обробляли на рік 208 днів панщини, шарварків та інших повинностей. На момент укладання інвентаря 1783 року в економії мешкало 46 942 особи.

## Губернії
- Кобринська
- Ломазька
- Милейчицька
- Рудська
- Пружанська

## Історія
28 січня 1588 року король Сигізмунд ІІІ видав грамоту в якій визначив староства і держави до складу королівських столових вотчин і заборонив жалувати ними когось. Серед них опинились Берестейське староство разом із Каменецькою і Кобринською державами, з «лісництвом Каменецьким і Біловезьким і зо всіма їх приналежностями». В грамоті згадано фольварки Річиця, Воїнь, Милейчиці, Ломази, Коденець, Києвець, Пружани, Кліщелі, Вежки, Дивин.
1745 і 1778 в економії відбувалися селянські повстання, придушені військами. З 1742 по 1765 рік економію тримав Юрій Флемінг. Коморник склав до Скарбової комісії ВКЛ проект, в якому описав як за допомогою передачі селянам земель фольварків і ліквідації повинностей, можна збільшити дохід економії втричі. Додатково зазначалося що при сучасному державці такий прибуток отриманий не може бути і контракт з ним варто розірвати. Для реалізації планів він просив у короля Рудський ключ. Проект викликав обурення Флемінга. 14 березня 1765 року він склав Скарбовій комісії і королю свої контраргументи. Проти ліквідації фольварків і підвищення чиншу виказався генеральний адміністратор королівських економій Антоній Тизенгауз. Після приєднання до Російської імперії територія роздана імператрицею Катериною приватним особам. Дивинський і Пружанський ключі подаровано Петру Румянцеву-Задунайському, Кобринський ключ Олександру Суворову.